# Rhos (royaume gallois)
Pour les articles homonymes, voir Rhos.
Le Rhos était un ancien royaume gallois situé dans le Cantref le plus oriental de l'actuel Clywd. Vassal du Ceredigion puis du Royaume de Gwynedd. Créé au cours du Ve siècle, il annexa l'Afflogion en 480. Il fut absorbé par le Gwynedd vers 750. Le royaume de Rhos a été gouverné notamment par Owain Ddantgwyn puis par son fils Cuneglas.

## Liste des rois
[H]iguel map Caratauc map Meriaun map Rumaun map Enniaun map Ytigoy map Catgual crisban map Cangan map Meic map Cinglas map Eugein dant guin map Enniaun girt map Cuneda.
- vers 490-520 : Owain Ddantgwyn
- vers 520-550 : Cuneglas
- vers 550     : Maig ap Cynlas
- vers 580     : Cangan
- vers 600-610 : Cadwal (ru) [2]
- vers 616     : Idgwyn
- vers 650     : Einion
- vers 680     : Rhufon
- vers 700     : Hywel Ier (?)
- vers 710     : Meirion
- vers 754-798 : Caradog ap Meirion, roi de Gwynedd [3]
- 798-825  : Hywel II ap Caradog, également prétendant en 813 puis roi Gwynedd en 814-816 & 816-825, dans ce contexte Hywel s'identifie avec Hywel ap Rhodri Molwynog[4].

## Source
- (en) Timothy Venning, The Kings & Queens of Wales, Mill Brimscombe Port Stroud, Amberley Publishing,, 2023, 224 p. (ISBN 978-1-4456-1577-6, lire en ligne), p. 105-106  Other Sub-Kingdoms of Gwynedd: Rhos